# Сагалова Дар'я Дмитрівна
Дáр'я Дми́трівна Сагáлова (нар. 14 грудня 1985, Подольськ, Московська область) — російська акторка театру і кіно, хореографка, телеведуча.

## Життєпис
Народилась 14 грудня 1985 року в Подольську.
У 2003 році закінчила Подольську гімназію № 7 зі срібною медаллю. В гімназії з першого класу вивчала англійську, а з п'ятого — німецьку мову. Займалася танцями в хореографічній школі «Фантазія», разом з якою брала участь у фестивалях «Кінотавр» та «Лики любові». Є лівшею.
На одному з фестивалів у той час директор Державного театру кіноактора Олег Бутахін запропонував Сагаловій спробувати зіграти роль Попелюшки в однойменній виставі. Так почалася її акторська діяльність. Театральний дебют відбувся у виставі «Лускунчик». На той момент Дар'я вчилася в 11 класі.
З 2003 року працює в Державному театрі кіноактора.
У 2007 році Дар'я Сагалова брала участь у третьому сезоні телепроєкту «Битва екстрасенсів» на ТНТ разом з Олександром Якіним. Також брала участь у шоу «Танці з зірками»-2008, де посіла 1 місце, і в шоу «Інтуїція» на ТНТ, де виграла мільйон рублів.
У 2008 році стала найсексуальнішою жінкою Росії за результатами голосування читачів російського видання журналу «Maxim».
У 2009 році Дар'я Сагалова закінчила Московський державний університет культури і мистецтв з червоним дипломом. У березні того ж року відкрила власну школу танців;.а у листопаді 2010 року відбувся дебют учнів Сагалової в шоу «Стиляги» («Росія»).

### Особисте життя
21 січня 2011 року одружилася з підприємцем Костянтином Масленніковим (нар. 1981). Народила двох дочок:
- Єлизавета (нар. 1 липня 2011)[14]
- Стефанія (нар. 31 липня 2015)[15].

1 квітня 2019 року народила третю дитину.

## Фільмографія
| Рік         |   | Назва                              | Роль                             |    |
| ----------- | - | ---------------------------------- | -------------------------------- | -- |
| 2005        | ф | Мріяти не шкідливо                 | Марина                           | ру |
| 2005        | ф | Самотність любові                  | Римма                            | ру |
| 2005        | с | Право на любов                     | Юля                              | ру |
| 2005        | ф | Ніколи не забуду тебе              | Марина                           | ру |
| 2006 — 2009 | с | Клуб                               | гоу-гоу танцівниця Умка          | ру |
| 2006 — 2013 | с | Щасливі разом                      | Світлана Букіна                  | ру |
| 2006        | с | Вовчиця                            | Люба / Христина                  | ру |
| 2006        | ф | На річці Дівиці                    | Юлія Вороніна                    | ру |
| 2007        | ф | Нічні сестри                       | медсестра                        | ру |
| 2011        | с | По гарячих слідах                  | практикантка Ольга               | ру |
| 2011        | с | Єралаш, серія № 252 «На свій смак» | продавчиня в книжковому магазині | ру |
| 2012        | с | Ідеальний шлюб                     | Рита                             | ру |
| 2012        | ф | День додо                          | екскурсовод                      | ру |
| 2014        | ф | Друзі друзів                       | співробітник поліції             | ру |
| 2014        | с | Таємне місто                       | Лариса                           | ру |
| 2018        | с | Ульотний екіпаж                    | бортпровідниця Настя Касаткіна   | ру |

## Телеведуча
- 2009 — спеціальний випуск телепрограми «Таксі» (телеканал ТНТ)[16]
- 2013—2015 — «5 відповідей» і «Гостьова рубрика» на телеканалі НТВ («НТВ зранку»)[17][18]
- 2014—2015 — «Я права» на телеканалі Ю[19]
- 2015—2016 — «Кулінарна зірка» на каналі «Росія-1»[20]